# 依那普利
依那普利（英語：Enalapril） 以Vasotec等商品名於市面上銷售，是一種血管張力素轉化酶抑制劑（ACE抑制劑），用於治療高血壓、糖尿病腎病和心臟衰竭。於治療心臟衰竭時，一般會與利尿劑（如呋塞米）聯合使用。此藥物經由口服或靜脈注射方式給藥。口服後通常會在一小時內開始作用，效力持續長達一天。
此藥物屬於血管張力素轉化酶 (ACE) 抑制劑家族。
使用後常見的副作用有頭痛、疲倦、姿位性低血壓和咳嗽。嚴重的副作用有血管性水腫和低血壓。據信個體於懷孕期間使用會對胎兒造成傷害。依那普利的包裝上因此被美國食品藥物管理局（FDA）要求加上對胎兒可能產生毒性的黑框警告。
依那普利於1978年取得專利，並於1984年獲准用於醫療用途。它已被納入世界衛生組織基本藥物標準清單之中。於2021年，此藥物在美國最常使用處方藥中排名第278，開立的處方箋數量超過80萬張。市面上已有其通用名藥物流通。

## 醫療用途

依那普利的三維空間結構。

依那普利用於治療高血壓、有症狀的心臟衰竭和無症狀的左心室功能障礙。ACE抑制劑（包括依那普利）已被證明能夠減緩現有慢性腎臟病在蛋白尿/微量白蛋白尿（尿蛋白，慢性腎臟病的生物標誌物）存在情況下的病情惡化和進展。在沒有蛋白尿/微量白蛋白尿的情況下（包括糖尿病族群），則無這種腎臟保護作用。這種療效尤其在高血壓和/或糖尿病患者中得到證明，且很可能在其他群體中也能看到（需要對現有研究作進一步探索和亞組分析）依那普利廣泛用於治療慢性腎衰竭。此外它是一種治療原發性多飲症的新興藥物。一項雙盲安慰劑對照試驗表明，當依那普利用於此目的時，可導致60%患者的水消耗量減少（由排尿量和滲透壓測量而得）。

## 副作用
使用依那普利最常見的副作用有血清肌酐升高（20%）、頭暈（2-8%）、低血壓（1-7%）、暈厥（2%）和乾咳（1-2%）。最嚴重的常見不良事件是血管性水腫（0.68%），通常會影響到使用者的臉部和嘴唇，危及呼吸道。血管性水腫可能在治療中的任何時間發生，但最常是在使用前幾次劑量後發生。據報導，非洲裔因此而發生的血管性水腫及死亡率更高。已觀察到使用此藥物會導致粒細胞缺乏症。
一些證據顯示依那普利會對發育中的胎兒造成傷害和死亡。依那普利在個體懷孕期間可能會損害胎兒的腎臟並導致羊水過少。依那普利會分泌進入母乳，不建議進行母乳哺育的個體使用。

## 作用機轉
血管張力素轉化酶 (ACE)在正常情況下會將血管張力素I轉化為血管張力素II。血管張力素II有收縮血管的作用，導致血壓升高。依那普利拉是依那普利的活性代謝物，可抑制ACE。ACE受壓制後會降低血管張力素II的水平，而減少血管收縮，血壓因而降低。

## 藥物代謝動力學
依那普利的藥物代謝動力學數據如下：
- 開始作用：約1小時
- 峰值效果：4-6小時
- 作用時間：12-24小時
- 吸收率：~60%
- 代謝：前藥（即依那普利）經生物轉化為依那普利拉[21]

## 結構活動關係
依那普利的分子中有一L-脯胺酸部分，負責藥物的口服生物利用度。此藥物是一種前藥，表示它會在代謝後發揮作用。分子的"-OCH2CH3"部分在代謝過程中會分裂，碳原子處形成羧酸鹽，然後與ACE酶的Zn+2位點相互作用。此藥物需經代謝轉化成活性代謝物後，方能抑制ACE酵素。此結構特徵與代謝機制讓其作用時間較另一同類藥物卡托普利更長。作用持續時間與劑量有關聯，在建議劑量下，抗高血壓和血液動力學作用已被證明可維持至少24小時。依那普利發生作用速度比卡托普利為慢，但作用時間較長。然而此藥物與卡托普利不同 - 不含硫醇成分。

## 歷史
必治妥施貴寶的前身之一 - 施貴寶製藥開發出第一種ACE抑制劑 - 卡托普利，但因口服後會產生金屬味（經證明是由其中的硫醇造成）等副作用。默克製藥因而開發出依那普利與卡托普利競爭。:12–13
默克首先開發出來的是依那普利拉，目的在克服卡托普利的前述缺點。藉由羧酸鹽部分取代卡托普利分子中的硫醇部分，並進行結構優化，而成功開發出與卡托普利效力相近的依那普利。然而依那普利拉有其自身的問題 - 它的口服利用度較差。默克研究人員經由乙醇酯化依那普利拉，製造出依那普利，而將此問題克服。
默克製藥於1981年將依那普利上市，到1988年，此藥物成為默克首個銷售額達10億美元的單一藥物。藥物專利於2000年到期，通用名藥物隨之出現。

## 社會與文化

### 法律地位
歐洲藥品管理局所屬的人用藥品委員會（CHMP）採納正面意見，於2023年9月建議授予藥品Aqumeldi（含依那普利馬來酸鹽）兒科用藥行銷授權，用於治療心臟衰竭（年齡範圍從出生開始至18歲以下）。Aqumeldi的申請人是Proveca Pharma Limited，並於2023年11月獲准在歐盟用於前述的醫療用途。